# 安養院 (足立区)
安養院（あんよういん）は、東京都足立区にある真言宗豊山派の寺院。

## 概要
創建年代は不明であるが、一説では北条時頼の開基といわれている。板橋区の安養院も時頼が関わっている。
元々は元宿（現・千住元町）にあったが、1598年（慶長3年）の火災で焼失した後、現在地に移転した。
江戸時代、徳川将軍は鷹狩のために江戸郊外のこの地を度々訪れており、当寺は「御膳所」（休憩場所）に充てられた。
2022年（令和4年）、足立区千住寿町にあった銭湯「大黒湯」（1929年創業、2021年6月廃業）の唐破風屋根などが安養院に移築され屋根に付け替えられることになった。
境内には、「カンカン地蔵」と呼ばれる地蔵がある。石で叩くと「カンカン」と音がすることからきている。現在はかなりすり減ってしまっている。

## 交通アクセス
- 北千住駅より徒歩10分。